# سیدشکر
سیدشکر، روستایی از توابع بخش فیروزآباد شهرستان کرمانشاه در استان کرمانشاه ایران است.
این روستا در زمان‌های گذشته دارای مرکز بهداشت، بانک و بسیاری امکانات رفاهی جهت روستانشینان بوده که در جریان بمباران‌های دفاع مقدس دستخوش تغییرات اقلیمی شده و بسیاری از اماکن تخریب شدند.
مردم این روستا به زبان کردی زنگنه صحبت می‌نمایند.
مردم روستا به خرید و فروش اسلحه و خشخاش امرار معاش می‌فرمایند .
بعضی از کشاورزان نیز به زراعت گندم و نخود می‌پردازند.
تمامی مردم این روستا پسوند سیدشکري را دارا بوده و از سه خانواده ی دوستي، مرادي، و محمدي می‌باشند. 
اکثر مردم غیر روستایی در صورت ورود با جلوگیری مواجه شده و نمی‌توانند وارد شوند مگر در صورت شناخت شخص مقابل. 
در روستا قتل های فراوانی صورت گرفته و یکی از مناطق حادثه خیز توابع بخش فیروزآباد میباشد. 

## جمعیت
این روستا در دهستان سرفیروزآباد قرار دارد و براساس سرشماری مرکز آمار ایران در سال ۱۳۸۵، جمعیت آن ۴۷ نفر (۱۰خانوار) بوده‌است.